# Jan Ullrich
Jan Ullrich (sinh 2 tháng 12 năm 1973) là một cựu vận động viên đua xe đạp đường trường chuyên nghiệp người Đức. Anh đã giành được huy chương vàng và bạc trong Thế vận hội mùa hè 2000 tại Sydney. Anh đã vô địch Vuelta a España năm 1999 và HEW Cyclassics trước khán giả nhà ở Hamburg vào năm 1997. Anh cũng đã giành huy chương trong giải Clásica de San Sebastián cổ điển trên đồi. Chiến thắng của anh vào Tour de France 1997 đã dẫn đến sự bùng nổ xe đạp ở Đức. Ullrich đã giải nghệ vào tháng 2 năm 2007.
Vào năm 2006, Ullrich bị cấm tham gia Tour de France do những đồn đoán sử dụng doping. Vào tháng 2 năm 2012, Ullrich bị Tòa án Trọng tài Thể thao kết tội vi phạm doping. Anh bị cấm thi đấu trở lại từ ngày 22 tháng 8 năm 2011. Tất cả các kết quả đạt được kể từ tháng 5 năm 2005 đều bị xóa khỏi thành tích thi đấu của anh. Anh thừa nhận đã sử dụng doping trong máu vào năm 2013.

## Tiểu sử

### Đầu đời và sự nghiệp nghiệp dư
Khi còn nhỏ tuổi, Ullrich gia nhập SG Dynamo Rostock ở quê nhà. Anh đã giành chiến thắng trong cuộc đua xe đạp đầu tiên của mình khi đi giày thể thao và trên một chiếc xe đạp thuê vào năm 9 tuổi. Ullrich đã theo học tại trường thể thao KJS ở Berlin năm 1986. Năm 1988, anh là nhà vô địch của Cộng hòa Dân chủ Đức. Trường đóng cửa hai năm sau khi bức tường Berlin sụp đổ năm 1989. Anh tham gia một câu lạc bộ nghiệp dư ở Hamburg cho đến năm 1994. Năm 1991, anh đứng thứ 5 trong giải vô địch Cyclo-cross nghiệp dư thế giới.
Năm 1993, ở tuổi 19, Ullrich giành chức vô địch đường trường nghiệp dư tại Giải vô địch thế giới đường trường UCI ở Oslo, khi Lance Armstrong giành chức vô địch chuyên nghiệp.

### Khởi đầu sự nghiệp chuyên nghiệp
Năm 1995, Ullrich chuyển sang thi đấu chuyên nghiệp cho Team Telekom.
Ullrich đã kín đáo trong vòng 18 tháng đầu tiên làm nghề chuyên nghiệp. Năm 1995, anh trở thành nhà vô địch cuộc đua xe đạp tính giờ quốc gia. Anh cũng đạt top 10 vị trí đầu tiên trên các chặng của Tour de Suisse 1995. Ở tuổi 21, Ullrich muốn tham gia Tour de France 1995 nhưng huấn luyện viên Godefroot nghĩ rằng đó là sớm. Thay vào đó, anh đến với một cuộc đua chặng nhỏ của Đức, Cúp Hofbräu, nơi anh về thứ ba.

### Tour de France 1996
Ullrich đã từ bỏ một suất trong đội tuyển Olympic Đức năm 1996 để đi Tour đầu tiên của mình. Anh đã hoàn thành đoạn mở đầu dài 33 giây. Anh đã ở trong top 20 cho đến khi ngọn núi ở chặng 7 khi Miguel Indurain gặp tai nạn. Ullrich hoàn thành chặng trong vòng 30 giây, kém đồng đội Bjarne Riis 22 giây trong khi Indurain kết thúc bốn phút. Ở chặng tiếp theo, anh về cùng nhóm với Indurain, kém Riis 40 giây. Ở chặng 9, Riis giành chiếc áo vàng với tư cách là người dẫn đầu bảng xếp hạng chung trong khi Ullrich về đích 44 giây, ở vị trí thứ 5 chung cuộc.
Vượt qua những ngọn núi cuối cùng, Ullrich tiến về vị trí thứ hai sau Riis. Nhưng anh mất thời gian cho mỗi chặng đua núi. Cuối cùng, anh kém Riis gần 4 phút. Anh đã giành chiến thắng trong cuộc đua cá nhân tính giờ cuối cùng và giành chiến thắng chặng Tour đầu tiên của mình.
Indurain nhận xét rằng Ullrich sẽ giành chiến thắng trong Tour. Ullrich đã bác bỏ những ý kiến cho rằng anh sẽ làm tốt hơn nếu không phải giúp Riis. Anh nói rằng Riis đã truyền cảm hứng cho cả đội. Jan đã kết thúc Tour de France đầu tiên của mình ở vị trí thứ hai, cách đồng đội Bjarne Riis 1 phút 41 giây.

### Tour de France 1997
Ullrich cùng đồng đội Udo Bölt vượt qua dãy núi Vosges trong Tour de France 1997
Ullrich đã có 2 trận thắng trước Tour de France năm 1997; một chặng trong Tour de Suisse và chức vô địch National Road Race một tuần trước cuộc đua. Anh có sự khởi đầu mạnh mẽ, về thứ hai trong đoạn mở đầu sau Chris Boardman. Ở chặng 9, chặng leo núi đầu tiên mà Laurent Brochard giành chiến thắng, Ullrich có sự phối hợp với Riis. Trong lần leo dốc cuối cùng khi Richard Virenque tấn công, anh mới có phản ứng. Riis đã cố gắng theo kịp và hoàn thành 30 giây sau Virenque, Marco Pantani và Ullrich. Trên chặng 10 từ Luchon đến Andorra Arcalis, Riis một lần nữa bị tụt lùi, Ullrich đã quay trở lại xe của đội để xin phép được tấn công. Anh trở lại nhóm dẫn đầu và đẩy nhanh cuộc leo núi, vượt qua Pantani và Virenque. Anh đã về đích trước một phút và giành được chiếc áo vàng đầu tiên với tư cách là người dẫn đầu bảng xếp hạng chung. Ullrich đã giành chiến thắng trong cuộc đua tính giờ tại chặng 12 với ba phút giữa anh và người về thứ hai, Virenque, người đã bắt đầu trước anh ba phút. Tại chặng cuối cùng, Abraham Olano giành chiến thắng, Ullrich mở rộng vị trí dẫn đầu của mình trước Virenque và ngày hôm sau trở thành người Đức đầu tiên vô địch Tour de France.
Ở tuổi 23, Ullrich là người trẻ tuổi thứ tư giành chiến thắng Tour de France kể từ năm 1947. Hai tuần sau, anh giành chức vô địch Hews Cycling Classic ở Hamburg. Hai tuần sau, Ullrich bị Davide Rebellin đánh bại trong cuộc đua nước rút ở GP Suisse. Vào năm 1997, Ullrich được chọn là "Vận động viên thể thao của năm" ở Đức.

### Tour de France 1998
Tại Tour de France 1998, Ullrich là đương kim vô địch. Anh dẫn đầu trong phân hạng chung ở chặng 7, trên 58 km đường nhấp nhô. Tuy nhiên, ở chặng 15, Marco Pantani đã tạo sự bùng nổ cho Tour với chiến thắng bắt đầu trên Galibier. Ullrich đã không có sự hỗ trợ khi Pantani tấn công. Vì trời mù sương và những con đường ướt đẫm, sự xuống dốc rất nguy hiểm. Điều này khiến cho Pantani đã gia tăng vị trí dẫn đầu của mình. Đến cuối cuộc leo núi cuối cùng, Les Deux Alpes, Pantani có khoảng cách gần bốn phút. Telekom đưa Udo Bölt và sau đó là Riis để bắt kịp Ullrich. Pantani là người dẫn đầu cuộc đua khi anh ta về đích. Ullrich hoàn thành gần chín phút trở lại, tụt xuống vị trí thứ tư, sáu phút sau Pantani.
Tại chặng 16, Ullrich tấn công trên Col de la Madeleine. Chỉ có Pantani mới có thể sánh ngang với anh ta. Ở phía trên, họ bắt đầu phối hợp với nhau. Ullrich đã giành chiến thắng trong cuộc chạy nước rút hoàn thiện và đứng thứ ba. Anh đã giành chiến thắng ở chặng cuối cùng, thời gian thử nghiệm 20 km, và xếp thứ hai.
Tour de France năm 1998 bị ám ảnh bởi những vụ doping, khiến nó có biệt danh là "Tour de Dopage."
Vào năm sau, trong chuyến khai mạc Deutschland Tour, Ullrich bị ngã sau khi vướng vào Udo Bölt ở chặng 3. Anh bị chấn thương đầu gối và không thể đi Tour 1999, giải đấu kết thúc ở trận đầu tiên trong số bảy 'chiến thắng' thuộc về Lance Armstrong. Ullrich đã đặt mục tiêu của mình là vô địch cuộc đua tính giờ thế giới vào tháng 10 bằng cách cưỡi chiếc Vuelta.

### Vuelta a España 1999
Ở chặng đầu tiên trên núi, Ullrich đã thắng trong gang tấc trước nhà đương kim vô địch Vuelta a España, Abraham Olano. Olano giành chiếc áo vàng cho người dẫn đầu cùng với Ullrich về nhì. Olano đã giành chiến thắng ở chặng sau, hơn Ullrich gần một phút và tăng vị trí dẫn đầu ở chặng 8. Ở chặng 11, Ullrich giành lại được 30 giây trước Olano. Ullrich đã vượt lên dẫn trước ở chặng 12, Olano chùn bước do gãy xương sườn và kết thúc muộn hơn Ullrich bảy phút. Sau đó Olano đã từ bỏ cuộc đua.
Gonzales de Galdeano đã xếp thứ hai chung cuộc và trở thành mối đe dọa cho Ullrich. Trong chặng đua tính giờ cuối cùng, Ullrich thắng gần ba phút và xây dựng tỷ số chung cuộc của mình với González bốn phút. Ullrich đã giành được Tour lớn thứ hai của mình. 
Vài tuần sau, anh trở thành nhà vô địch cuộc đua xe đạp tính giờ thế giới trước Michael Andersson và Briton Chris Boardman.

### Người về nhì sau Armstrong

#### Tour de France 2000 – 2002
Tour de France năm 2000 lần đầu tiên đưa Ullrich, Marco Pantani và Armstrong đối đầu với nhau. Armstrong tỏ ra quá mạnh và thắng liên tục vào năm 2001. Ullrich gặp thất bại vào năm 2001 và Armstrong đợi anh ta trở lại đường đua với chiếc xe đạp của mình. Ullrich cho rằng thất bại trước Armstrong là lý do khiến anh ta rơi vào tình trạng trầm cảm vào năm sau. 
Ullrich đã đua tốt trong Thế vận hội Mùa hè 2000 ở Sydney, Úc. Sau khi thiết lập break ba người với các đồng đội ở Telekom là Andreas Klöden và Alexander Vinokourov , Ullrich đã giành HCV với Vinokourov về nhì. Ullrich cũng đã giành huy chương bạc trong cuộc đua tính giờ, chỉ thua Viatcheslav Ekimov bảy giây nhưng đánh bại Armstrong. 
Vào tháng 5 năm 2002, Ullrich bị thu hồi bằng lái xe sau khi lái xe trong tình trạng say rượu. Sau khi lấy mẫu máu dương tính với amphetamine vào tháng 6 năm 2002, hợp đồng của Ullrich với Team Telekom chấm dứt, và anh bị cấm thi đấu trong sáu tháng. Ullrich nói rằng anh đã uống thuốc lắc với amphetamine. Anh đã không tham gia đua kể từ tháng một do chấn thương đầu gối, và ủy ban kỷ luật của Liên đoàn Đua xe đạp Đức đồng ý rằng Ullrich không cố gắng sử dụng thuốc để nâng cao thành tích, vì vậy anh bị treo giò tối thiểu. 
Sau một mùa giải 2002 đáng thất vọng, Ullrich đang tìm kiếm một đội đua xe đạp mới, với sự quan tâm đến từ CSC – Tiscali, Saeco Macchine per Caffè – Longoni Sport, và Phonak.

#### Tour de France 2003
Vào ngày 13 tháng 1 năm 2003, Ullrich, cùng với cố vấn của mình Rudy Pevenage, đã gia nhập Team Coast trong một hợp đồng trị giá hàng triệu Euro. Vì đội có các vấn đề tài chính, Ullrich đã rời khỏi đội vào tháng 5 năm 2003. Ullrich chuyển sang đội mới thành lập Bianchi.
Tour de France năm 2003 là giải đấu đầu tiên trong nhiều năm mà Ullrich không được coi là người yêu thích nhất. Trong tuần đầu tiên, Ullrich bị ốm và gần như nghỉ thi đấu. Ullrich đã chiến đấu trở lại trong cuộc đua tính giờ. Armstrong gặp khó khăn với sức nóng và thua Ullrich 1 phút rưỡi. Ngày hôm sau, anh thu hẹp khoảng cách thêm 19 giây ở chặng leo núi đầu tiên. Hai ngày sau, Ullrich vượt Armstrong trên Tourmalet nhưng Armstrong đã đuổi kịp.   Ở nửa chặng đường leo tiếp theo, tay lái của Armstrong vướng phải giày cao gót màu vàng của khán giả vẫy trong không khí và anh ngã xuống. Ullrich đợi Armstrong hồi phục, trả lại màn trình diễn lịch sự của Armstrong 2 năm trước. Armstrong bắt được nhóm và tấn công ngay sau đó. 
Ullrich mất 40 giây ở những km cuối cùng, nhưng thời gian cuộc đua cuối cùng sẽ mang tính quyết định. Trong đó, Ullrich bị rơi sân khấu và chiến thắng Tour biến mất trước mặt anh. Anh về nhì, kém 71 giây.
Vì chờ đợi Armstrong sau cú ngã của anh ấy trong sân khấu trước Luz Ardiden, Hiệp hội Olympic Đức đã trao cho Ullrich huy chương fair-play. Bình luận về việc Ullrich chờ Armstrong hồi phục, Dan Boyle, thuộc Viện Thể thao Quốc tế cho biết "Đó là một hành động sẽ sống mãi với anh ấy, những người hoài nghi sẽ nói rằng anh ấy đã mất tiền, nhưng đó là một điều rất đáng khen ngợi khi anh ấy làm."

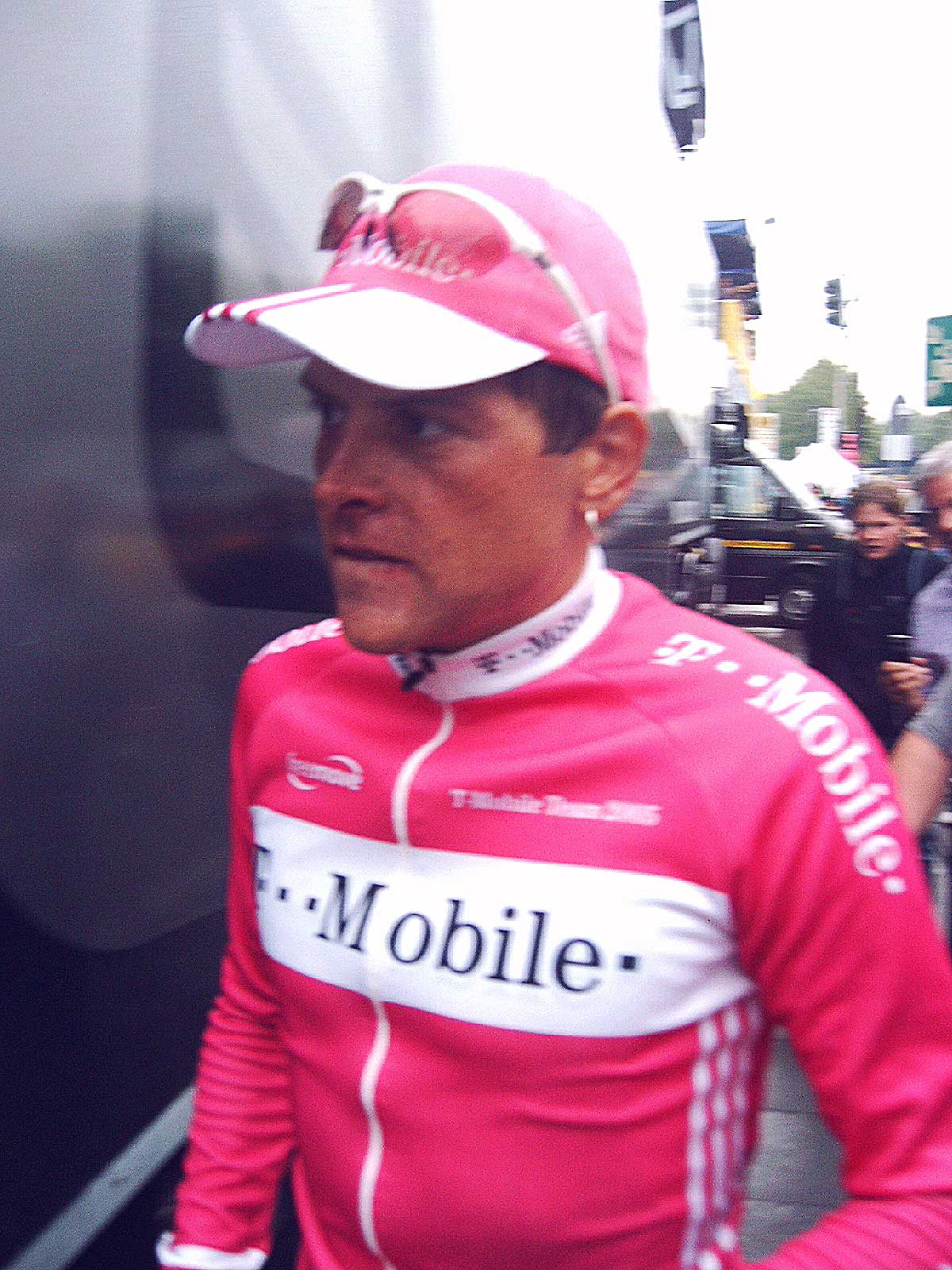
Jan Ullrich vào năm 2005

#### Tour de France 2004 và 2005
Năm 2004, Ullrich trở lại Đội Telekom, bây giờ có tên là T-Mobile. Anh đã giành được Tour de Suisse. Trong Tour de France, anh về thứ tư, kém Armstrong 8 phút 50 giây. 
Trong năm 2005, Ullrich một lần nữa trở thành đội trưởng T-Mobile. Anh duy trì phong độ thấp trong đầu mùa giải, xuất hiện trong Tour de Suisse 2005, giải đấu mà anh ấy đứng thứ ba sau Aitor González và Michael Rogers
Một ngày trước Tour de France 2005, khi Ullrich đang tập luyện, xe của đội anh đột ngột dừng lại. Ullrich đập vào cửa sổ sau, kết thúc ở ghế sau của xe. Chưa đầy 24 giờ sau Armstrong vượt qua Ullrich trong cuộc đua tính giờ. Ullrich lại bị ngã trên núi, làm bầm dập xương sườn. Anh không thể theo kịp Armstrong hoặc Ivan Basso. Ullrich bắt đầu tập trung vào việc về đích trước Michael Rasmussen để có được vị trí trên bục vinh quang. Anh ấy đã vượt qua cuộc đua lần thứ hai tốt, đánh bại tất cả trừ Armstrong.

### Hậu Armstrong
Armstrong giải nghệ sau Tour de France năm 2005. Ullrich quyết định đua xe thêm một hoặc hai năm nữa. Các báo cáo ban đầu cho biết Ullrich có phong độ tốt hơn những năm trước và có thể sẵn sàng cho chiến thắng thứ hai trong Tour. Ullrich về thứ 115 trong Tour de Romandie vào ngày 30 tháng 4. Tuy nhiên, anh ấy đã bị chấn thương đầu gối trong mùa giải, điều này có thể làm hạn chế màn trình diễn của anh ấy trong cuộc đua năm 2006, nếu anh ấy tham gia. 
Vào tháng 5, Ullrich tham gia Giro d'Italia để chuẩn bị cho Tour de France, anh nhắm đến chặng 11 cuộc đua tính giờ 50 km, và thắng Ivan Basso 28 giây, người đánh bại Marco Pinotti 33 giây nữa. Chỉ có năm tay đua hoàn thành trong vòng hai phút trước Ullrich.
Ullrich đã bỏ Tour de France vì đau lưng. Huấn luyện viên Rudy Pevenage nói rằng vấn đề không phải là xấu nhưng Ullrich muốn tránh các vấn đề của Tour de France.
Ullrich đã vô địch Tour de Suisse lần thứ hai, giành chiến thắng trong lần thử sức cuối cùng và nhảy từ hạng ba lên hạng nhất.

### Doping
Trong giải Giro d'Italia năm 2006, Ullrich được nhắc đến trong một vụ bê bối doping, Operación Puerto. Ullrich phủ nhận tin đồn. Tuy nhiên, vào ngày 30 tháng 6 năm 2006, một ngày trước Tour de France, anh bị đình chỉ tham gia. Vào ngày 20 tháng 7 năm 2006, Ullrich bị T-Mobile sa thải. Tổng giám đốc Olaf Ludwig thông báo tin này trong chặng 18 của Tour giữa Morzine và Macon. Ullrich nói rằng việc sa thải ông là 'không thể chấp nhận được.
Tôi rất thất vọng vì quyết định này không được thông báo cho cá nhân tôi mà nó đã được gửi qua fax cho các luật sư của tôi. Tôi thấy thật đáng xấu hổ khi sau rất nhiều năm mối quan hệ làm việc tốt đẹp và hiệu quả và sau tất cả những gì tôi đã làm cho đội, tôi chỉ được gửi một bản fax.
Vào ngày 3 tháng 8 năm 2006, chuyên gia doping Werner Franke tuyên bố Ullrich đã mua khoảng 35.000 euro sản phẩm doping một năm dựa trên các tài liệu được phát hiện trong vụ án doping ở Operación Puerto. Một tòa án Đức đã áp đặt lệnh gag order đối với Franke sau khi cho rằng không có đủ bằng chứng để liên kết Ullrich với doping. Vào ngày 14 tháng 9 năm 2006, các quan chức đã đột kích vào nhà của Ullrich và thu thập tài liệu DNA trong khi Ullrich đang đi hưởng tuần trăng mật với người vợ mới Sara của mình. Vào ngày 4 tháng 4 năm 2007, mẫu DNA của Ullrich, "không nghi ngờ gì" khớp với chín túi máu được lấy từ văn phòng của Eufemiano Fuentes. 
Vào ngày 18 tháng 10 năm 2006, Ullrich đã sa thải nhà vật lý trị liệu riêng của mình Birgit Krohme. Nhiều đồn đoán rộ lên rằng đây là dấu hiệu cho thấy Ullrich đã từ bỏ hy vọng trở lại đua xe. Ullrich đã phủ nhận những tin đồn này. Một ngày sau, Ullrich hủy bỏ giấy phép của mình đối với Liên đoàn Đua xe Thụy Sĩ và đang tìm kiếm một liên đoàn khác để xin giấy phép năm 2007. Ullrich tuyên bố rằng Liên đoàn Đua xe Thụy Sĩ phải dừng cuộc điều tra doping của họ, nhưng liên đoàn Thụy Sĩ vẫn tiếp tục cuộc điều tra. Vào ngày 25 tháng 10 năm 2006, một tài liệu từ tòa án Tây Ban Nha trên trang web của Ullrich tuyên bố rằng sẽ không có cáo buộc nào. 
Vào thứ hai, ngày 26 tháng 2 năm 2007, Ullrich giải nghệ. Trong cuộc họp báo ở Hamburg, anh nói, "Hôm nay, tôi kết thúc sự nghiệp của một vận động viên đua xe đạp chuyên nghiệp. Tôi chưa bao giờ lừa dối với tư cách là một tay đua xe đạp." Anh ấy nói rằng anh ấy sẽ là cố vấn cho Team Volksbank.
IOC đã điều tra xem liệu Ullrich có nên bị tước huy chương vàng đã giành được tại Thế vận hội Olympic 2000 hay không, điều này có thể xảy ra vì có thời hạn điều tra 8 năm và cuộc điều tra bắt đầu sau 7 năm.  Người ta quyết định rằng không có bằng chứng chắc chắn chống lại Ullrich, và rằng Ullrich có thể giữ huy chương của mình.
Vào năm 2008, cuộc điều tra của Đức đã bị đóng lại sau một cuộc dàn xếp, theo luật của Đức, Ullrich bị kết luận là không có tội. Cuộc điều tra của Thụy Sĩ vẫn đang được tiến hành vào thời điểm đó, nhưng họ đã đóng hồ sơ vào tháng 2 năm 2010, vì Ullrich không còn là thành viên của Liên đoàn Đua xe Thụy Sĩ nữa, và vì vậy họ không có quyền tài phán sau khi anh ta giải nghệ. UCI đã kháng cáo quyết định đó tại Tòa án Trọng tài Thể thao (CAS).
Năm 2010, với những cáo buộc doping vẫn đang tiếp diễn, Ullrich được chẩn đoán là bị kiệt sức và tránh xuất hiện trước công chúng trong vài tháng. Khi Lance Armstrong tuyên bố trở lại với tư cách là một vận động viên đua xe đạp chuyên nghiệp, Ullrich đã nói rõ rằng anh sẽ không làm điều tương tự. 
Vào tháng 2 năm 2012, Ullrich bị CAS kết tội sử dụng doping. Anh ta bị cấm thi đấu trở lại từ ngày 22 tháng 8 năm 2011, và tất cả các kết quả đạt được kể từ tháng 5 năm 2005 đều bị xóa khỏi hồ sơ của anh.  Ullrich đã công bố một tuyên bố trên trang web của mình, nói rằng anh sẽ không kháng cáo quyết định. Ullrich thừa nhận rằng anh đã tiếp xúc với Fuentes, điều mà anh coi là một sai lầm mà bây giờ anh hối hận.
Vào tháng 6 năm 2013, Ulrich đã ghi lại rằng anh ta "luôn nói rằng Lance sẽ không thoát khỏi nó. Anh ta đã gây ra quá nhiều kẻ thù." Cuối tháng 6, anh thừa nhận rằng mình đã pha tạp chất với sự giúp đỡ của bác sĩ người Tây Ban Nha Eufemiano Fuentes.  Tên của anh ấy nằm trong danh sách các cuộc kiểm tra doping do Thượng viện Pháp công bố vào ngày 24 tháng 7 năm 2013 được thu thập trong Tour de France 1998 và bị phát hiện dương tính với EPO khi kiểm tra lại vào năm 2004.

### Từ chối trả lại huy chương Olympic
Tại Thế vận hội Sydney 2000, Ullrich đã về nhất ở cuộc đua xe đạp đường trường nam và về thứ 2 trong cuộc đua xe đạp tính thời gian của nam. Không giống như Armstrong, người đã bị tước huy chương và đã trả lại, Ullrich nói rằng anh từ chối trả lại huy chương nếu bị tước kết quả hoàn thành. Trong một cuộc phỏng vấn với Sky Sports, anh nói: "Hầu như tất cả mọi người vào thời điểm đó đều sử dụng các chất tăng cường hiệu suất. Tôi không uống bất cứ thứ gì mà những người khác không sử dụng. Tôi sẽ chỉ gian lận nếu tôi có được lợi thế, đó không phải là trường hợp. Tôi chỉ muốn đảm bảo rằng tôi có một cơ hội bình đẳng."

## Xe đạp Ullrich
Vào tháng 5 năm 2006, Ullrich cho ra mắt xe đạp Jan Ullrich Collection, mà anh đã đóng góp cho sự phát triển.
Những chiếc xe đạp được chế tạo với sự hợp tác của các nhà chế tạo Ghost Bikes của Đức.

## Đời sống cá nhân

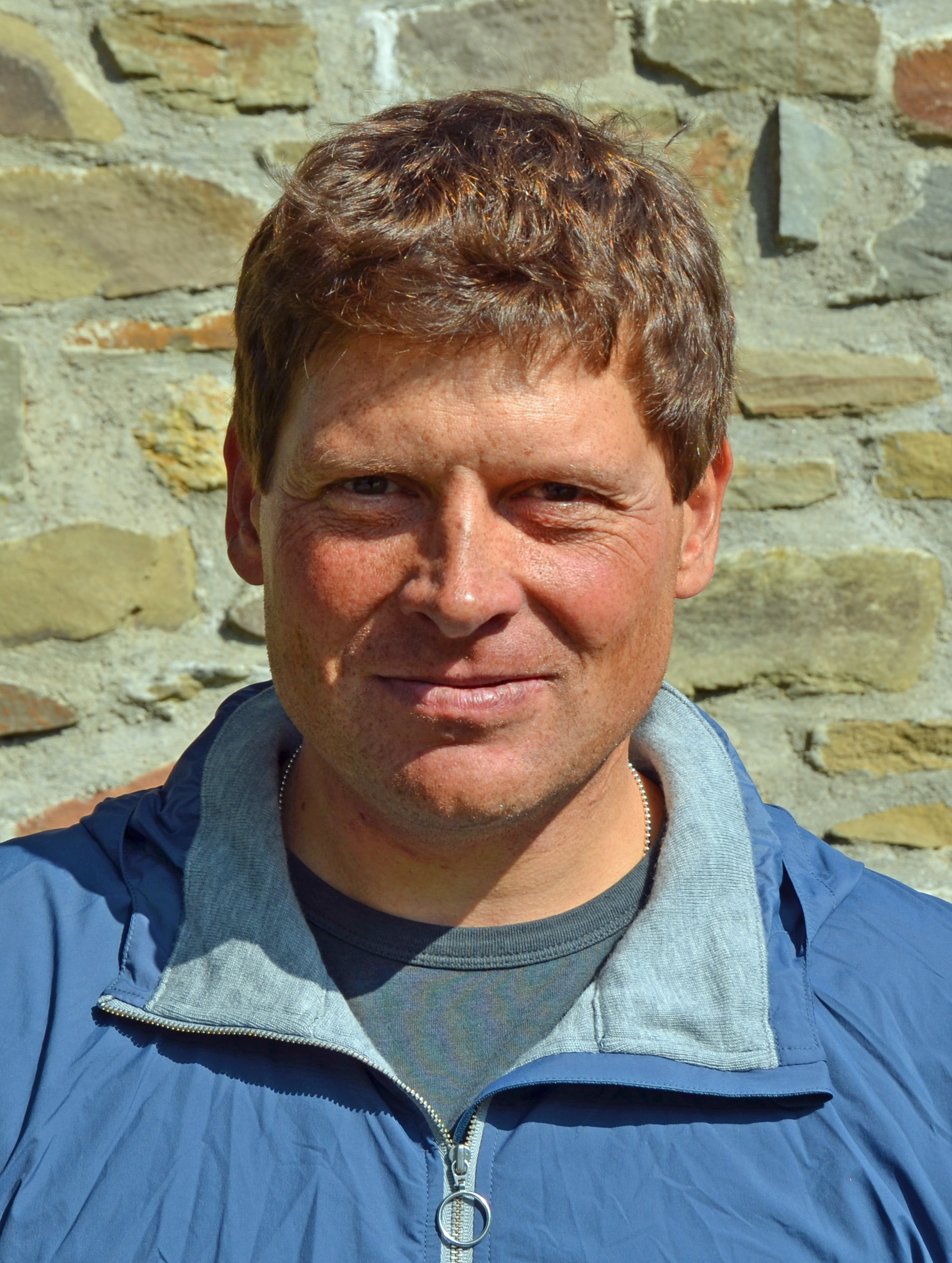
Jan Ullrich vào năm 2014

Ullrich sống ở Merdingen, Đức, từ năm 1994 đến 2002 với người bạn đời của mình là Gaby Weiss, người mà anh có một cô con gái, Sarah Maria, vào ngày 1 tháng 7 năm 2003. Họ chuyển đến Scherzingen, thành phố Münsterlingen, Thụy Sĩ, vào năm 2002. Kể từ khi ly thân vào năm 2005, bị cáo buộc là vì Weiss không muốn được truyền thông chú ý xung đột với cuộc sống nổi tiếng của Ullrich, Ullrich đã tiếp tục sống ở Scherzingen. Weiss cùng Sarah trở lại Merdingen. Vào tháng 9 năm 2006 Ullrich kết hôn với Sara Steinhauser, em gái của đồng đội cũ và đối tác đào tạo của anh, Tobias Steinhauser. Con đầu lòng của họ, Max, sinh non năm tuần vào ngày 7 tháng 8 năm 2007. Con trai thứ hai của họ, Benno, sinh ngày 25 tháng 1 năm 2011. Con trai thứ ba, Toni, sinh ngày 31 tháng 10 năm 2012.
Năm 2017, Ullrich bị kết tội lái xe trong tình trạng say rượu ở Thụy Sĩ sau một vụ đâm xe năm 2014 khiến hai người bị thương. Anh ta nhận án tù treo 4 năm cộng với khoản tiền phạt 10.000 euro. Các vấn đề cá nhân với rượu và ma túy đã dẫn đến việc anh ấy chia tay vợ, Sara, vào cuối năm 2017.
Vào tháng 8 năm 2018, Ullrich phải đối mặt với cáo buộc ở Tây Ban Nha sau khi anh đột nhập và đe dọa người hàng xóm của mình, diễn viên và nhà làm phim người Đức Til Schweiger, ở Mallorca. Một cuộc tấn công được cho là nhằm vào một người đi cùng trong một khách sạn ở Frankfurt đã khiến anh phải nhập viện tâm thần. Vào ngày 28 tháng 8 năm 2019, một tòa án Đức yêu cầu anh phải nộp phạt 7.200 euro. 
Ullrich đã xuất hiện trên một podcast với Lance Armstrong đưa tin về Giải vô địch đua xe đạp đường trường thế giới UCI năm 2021, trong đó Ullrich nói rằng anh ấy đã hoàn toàn bình phục sau những khó khăn cá nhân của mình nhưng anh ấy gần như phải chịu số phận giống như Marco Pantani, người đã chết sau khi ngộ độc cấp tính cocaine vào năm 2004 Ullrich nói với Armstrong: "Ba năm trước, tôi gặp rắc rối lớn và sau đó bạn đã đến gặp tôi. Tôi rất vui vì bạn đã đến và vâng, tôi cũng giống như Marco Pantani ... gần chết"

## Thành tựu
1993
1st  Road race, UCI Amateur Road World Championships
1994
2nd Time trial, National Road Championships
3rd  Time trial, UCI Road World Championships
1995
1st  Time trial, National Road Championships
2nd Overall Tour du Limousin
3rd Overall Hofbrau Cup
1996
1st  Overall Regio-Tour
1st Stage 3a (ITT)
2nd Overall Tour de France
1st  Young rider classification
1st Stage 20 (ITT)
2nd Road race, National Road Championships
3rd Telekom Grand Prix (with Bjarne Riis)
4th Grand Prix Eddy Merckx
6th Classic Haribo
10th Tour du Haut Var
1997
1st  Road race, National Road Championships
1st  Overall Tour de France
1st  Young rider classification
1st Stages 10 & 12 (ITT)
1st HEW Cyclassics
1st Luk-Cup Bühl
2nd Züri–Metzgete
3rd Overall Tour de Suisse
1st Stage 3
3rd Overall Ronde van Nederland
5th Klasika Primavera
7th Classique des Alpes
9th Overall Vuelta a Aragon
9th Rund um den Henninger Turm
10th Tour de Berne
1998
1st Rund um Berlin
1st Rund um die Nürnberger Altstadt
1st Sparkassen Giro Bochum
2nd Overall Tour de France
1st  Young rider classification
1st Stages 7 (ITT), 16 & 20 (ITT)
2nd Road race, National Road Championships
3rd Overall Vuelta a Castilla y León
4th Overall Route du Sud
5th Overall Ronde van Nederland
9th HEW Cyclassics
10th Overall Tour de Suisse
1999
UCI Road World Championships
1st  Time trial
8th Road race
1st  Overall Vuelta a España
1st Stages 5 & 20 (ITT)
3rd Milano–Torino
7th Overall Ronde van Nederland
2000
Olympic Games
1st  Road race
2nd  Time trial
1st Coppa Agostoni
2nd Overall Tour de France
2nd Züri–Metzgete
2nd Luk-Cup Bühl
4th Road race, National Road Championships
4th Tre Valli Varesine
5th Overall Tour de Suisse
1st Stage 1 (TTT)
5th EnBW Grand Prix (with Andreas Klöden)
2001
1st  Time trial, UCI Road World Championships
1st  Road race, National Road Championships
1st Giro dell'Emilia
1st Stage 3 Giro della Provincia di Lucca
1st Stage 1 Hessen-Rundfahrt
2nd Overall Tour de France
2nd Züri–Metzgete
2nd Coppa Agostoni
4th Luk-Cup Bühl
5th EnBW Grand Prix (with Andreas Klöden)
8th Grand Prix Eddy Merckx
2003
1st Rund um Köln
2nd Overall Tour de France
1st Stage 12 (ITT)
2nd Züri–Metzgete
3rd HEW Cyclassics
5th Sparkassen Giro Bochum
5th Overall Deutschland Tour
6th GP du canton d'Argovie
7th Overall Tour de Suisse
2004
1st  Overall Tour de Suisse
1st  Points classification
1st Stages 1 & 9 (ITT)
1st Coppa Sabatini
3rd Giro del Lazio
4th Overall Tour de France
5th Giro dell'Emilia
5th Rund um die Hainleite
6th Time trial, Olympic Games
7th Overall Deutschland Tour
7th Road race, National Road Championships
2005
10th Overall Circuit de la Sarthe
2nd Overall Deutschland Tour
1st Stage 8 (ITT)
3rd Overall Tour de Suisse
1st Stage 2 (ITT)
3rd Overall Tour de France
10th GP Ouest–France
2006
1st  Overall Tour de Suisse
1st Stage 9 (ITT)
1st Stage 11 (ITT) Giro d'Italia